# روزنامه اتحاد (اسرائیل)

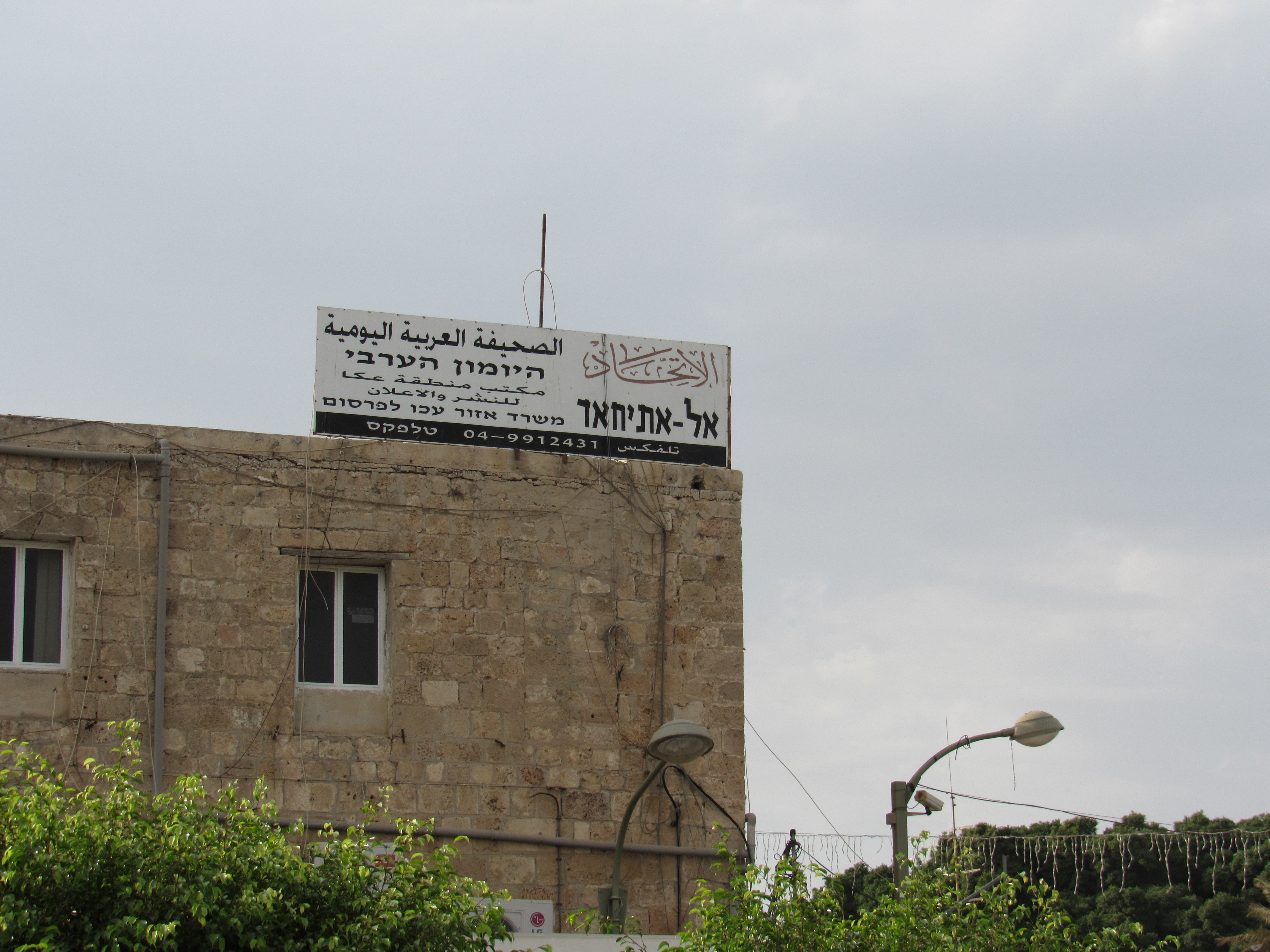
نمایی از دفتر روزنامه الاتحاد در میدان فرهی، شهر قدیمی عکا - ۲۰۱۵

روزنامه اتحاد (به عربی: صحیفة الاتحاد) اولین روزنامه عرب زبان در حال انتشار در اسرائیل است.

## تأسیس
این روزنامه متعلق به حزب کمونیست بود که در سال ۱۹۴۴ در حیفا منتشر شد. این روزنامه تنها روزنامه عربی زبان اسرائیل تا کنون است.

## رئیس هیئت تحریریه
این منصب در روزنامه را فعلاً عایده توما سلیمان بر عهده دارد.

## سایت روزنامه
- https://www.alittihad44.com/